# Passavant-en-Argonne
Passavant-en-Argonne – miejscowość i gmina we Francji, w regionie Grand Est, w departamencie Marna.
Według danych na rok 1990 gminę zamieszkiwało 188 osób, a gęstość zaludnienia wynosiła 26 osób/km².

## Historyczny związek z Polską
W tej gminie urodził się w XVIII w. Pierre Galichet, który z wojskiem Napoleona wywędrował do Polski. W drodze do Rosji, zakochał się i poślubił polską szlachciankę. Po walkach dostał odznaczenia: Oficera Legii Honorowej, Order św. Ludwika i tytuł Barona oraz Indygenat Polski. Osiadł w Izdebnie, jej rodzinnym majątku, gdzie przyczynił się do rozwoju rolniczego w Królestwie i zakończył bezpotomnie swój żywot w 1846 i jest tam pochowany. Członkowie rodziny Galichet nadal mieszkają w gminie.